# Birger Larsen (filminstruktør)
 For alternative betydninger, se Birger Larsen. (Se også artikler, som begynder med Birger Larsen)
Birger Larsen (født 22. december 1961 i Hvidovre, død 26. oktober 2016) var en dansk filminstruktør og manuskriptforfatter.
Larsen voksede op i Hvidovre og indledte sin karriere som skuespiller i Vil du se min smukke navle? (1978) af Søren Kragh-Jacobsen. Efterfølgende var han instruktørassistent på to af Kragh-Jacobsens andre film, Skyggen af Emma (1988) og Guldregn (1986). Han debuterede som instruktør i 1990 med Lad isbjørnene danse og instruerede senere flere film og afsnit af en række tv-serier.
Birger Larsen døde onsdag den 26. oktober 2016 efter længere tids sygdom. Han blev 54 år.

## Filmografi

### Som ledende instruktør

#### Spillefilm
- Lad isbjørnene danse (1990) + manuskript
- Karlsvognen (1992) + manuskript
- Superbror (2009)
- Fortidens skygge - Den som dræber (2012)
- Morderen lyver (2013)
- Klassefesten 3 - Dåben (2016)

#### Kortfilm
- Ska' vi være kærester? (1996) + manuskript

#### Tv-serier
- TAXA (1999), afsnit 37, 38, 39, 55
- Nikolaj og Julie (2002-03), afsnit 8, 15, 16, 21, 22
- Forbrydelsen (2007), afsnit 1, 2, 3
- Den som dræber 2 episoder, Liget i skoven, del 1 (2011), Liget i skoven, del 2 (2011)
- Murder 2 episoder, The Third Voice (2016) og Joint Enterprise (2012)

### Som instruktørassistent
- Guldregn (1988)
- Skyggen af Emma (1988)
- Kærlighed uden stop (1989)

### Andet
- Vil du se min smukke navle? (1978) − Skuespiller
- Skønheden og udyret (1983) − Lysassistent
- Huller i suppen (1988) − Klipper
- Forsvar (2003), afsnit 3 − Skuespiller